# Lílian Lemmertz
Lílian Lemmertz Dias (Porto Alegre, 15 de junho de 1937 – Rio de Janeiro, 5 de junho de 1986) foi uma premiada atriz brasileira, com uma extensa carreira no teatro, na televisão e no cinema.

## Biografia
Lílian começou no teatro ainda no período colegial, integrando o elenco de À Margem da Vida, peça de Tennessee Williams com o Teatro Universitário de Porto Alegre, em 1953, pela qual ganhou o Prêmio Negrinho do Pastoreio. No ano seguinte, ela atuou em O Pai, de August Strindberg, sob a direção de Linneu Dias, então professor da Escola de Teatro Universitário do Rio Grande do Sul, com quem se casou dois anos depois. Ela formou-se como professora de Literatura em Porto Alegre, e, em 1961, juntamente com Paulo José, Antônio Abujamra e Linneu, fundou o grupo Os Comediantes da Cidade. Juntos, eles estrearam A Bilha Quebrada, de Kleist, no festival de estudantes de Paschoal Carlos Magno, onde Lílian é eleita a Melhor Atriz e é convidada por Cacilda Becker para seguir carreira em São Paulo.
Lilian estreia profissionalmente na companhia de Cacilda Becker em Onde Canta o Sabiá, de Gastão Tojeiro, como a protagonista, em 1963. Lá ela atua também em A Noite do Iguana e em 1965 recebe o Prêmio Saci como melhor atriz coadjuvante na peça Quem Tem Medo de Virginia Wolf?
Sua estreia na televisão foi em 1968, na novela O Terceiro Pecado. Sua trajetória televisiva também ficou marcada com o fato de Lílian ter sido a primeira "Helena", personagem recorrente das novelas de Manoel Carlos.
No cinema, em parceria com Walter Hugo Khouri, ela faz oito filmes, entre eles As Amorosas (1968) e Eros, o Deus do Amor (1981).
Morreu prematuramente, a dez dias de completar 49 anos, vítima de um enfarte do miocárdio, sozinha em seu apartamento no Rio de Janeiro, Lilian estava ensaiando o espetáculo Ação entre amigos, com direção de Paulo Betti. Foi sepultada no Cemitério Parque Jardim da Saudade, em Sulacap, zona oeste do Rio.
Foi casada durante muitos anos com o ator Lineu Dias, com quem teve uma única filha, a também atriz e diretora Júlia Lemmertz. É avó da também atriz Luiza Lemmertz, filha de Júlia Lemmertz do primeiro casamento com o produtor Álvaro Osorio, e de Miguel Lemmertz, filho do segundo casamento de Júlia Lemmertz com o ator Alexandre Borges.

## Carreira

Lílian com Rolando Boldrin, Nathalia Timberg e Sebastião Campos nos bastidores de Quero Viver, em 1972.

Começou sua carreira, em 1958, em teatros amadores na capital gaúcha. Em 1963, após trabalhar por cinco anos nesses teatros, ela se transferiu para São Paulo, onde, a convite de Walmor Chagas e Cacilda Becker, se tornou profissional ao participar da montagem do musical Onde Canta o Sabiá.
Em 1965, ganhou o Prêmio SACI como melhor atriz coadjuvante na peça Quem Tem Medo de Virginia Woolf?.
Estreou no cinema em 1966, no filme Corpo Ardente. Suas interpretações no cinema sempre foram muito elogiadas pela crítica. Foi musa do cineasta Walter Hugo Khouri, com quem fez oito filmes, entre eles As Amorosas, em 1968, e Eros, o Deus do Amor, em 1981
Na televisão, ficou conhecida por suas personagens delicadas e angustiadas, em novelas como Baila Comigo, Final Feliz e Partido Alto. Foi em Baila Comigo que Lílian viveu a primeira "Helena" das novelas de Manoel Carlos, numa interpretação ao lado do ator Fernando Torres.
A atriz recebeu inúmeros prêmios no cinema e no teatro.
Era uma atriz de personalidade forte e talento comprovado. Suas atuações sempre eram de mulheres angustiada e sensível.

## Filmografia

### Televisão

Lilian Lemmertz em cena do filme O Corpo Ardente, ao lado do ator Newton Prado.

| Ano  | Título                   | Personagem                  | Notas                 | Emissora          |
| ---- | ------------------------ | --------------------------- | --------------------- | ----------------- |
| 1968 | O Terceiro Pecado        |                             |                       | TV Excelsior      |
| 1969 | Nenhum Homem é Deus      | Helena                      |                       | Rede Tupi         |
| 1969 | A Menina do Veleiro Azul | Débora                      |                       | TV Excelsior      |
| 1972 | O Tempo não Apaga        | Eugênia                     |                       | Rede Record       |
| 1973 | Quero Viver              | Helena                      |                       | Rede Record       |
| 1973 | Vendaval                 | Isabel                      | [ 5 ]                 | Rede Record       |
| 1976 | Xeque-mate               | Nancy Lemos                 |                       | Rede Tupi         |
| 1976 | Tchan, a Grande Sacada   | Fernanda                    |                       | Rede Tupi         |
| 1978 | Salário Mínimo           | Viviane                     |                       | Rede Tupi         |
| 1980 | O Todo-Poderoso          | Drª. Matilde                |                       | Rede Bandeirantes |
| 1981 | Baila Comigo             | Helena Seixas Miranda       |                       | Rede Globo        |
| 1982 | O Homem Proibido         | Flávia Rodrigues            |                       | Rede Globo        |
| 1982 | Final Feliz              | Maria Luísa Fonseca Brandão |                       | Rede Globo        |
| 1983 | Guerra dos Sexos         | Valquíria                   | Participação          | Rede Globo        |
| 1984 | Partido Alto             | Nanci Fontes                |                       | Rede Globo        |
| 1985 | O Tempo e o Vento        | Bibiana Terra Cambará       |                       | Rede Globo        |
| 1985 | Roque Santeiro           | Margarida                   | Participação          | Rede Globo        |
| 1986 | Caso Especial            | Esposa                      | Episódio: "Negro Léo" | Rede Globo        |

### Cinema
| Ano  | Título                  | Personagem              |
| ---- | ----------------------- | ----------------------- |
| 1966 | As cariocas             |                         |
| 1966 | O Corpo Ardente         | Amante de Roberto       |
| 1968 | As amorosas             | Lena                    |
| 1970 | Copacabana mon amour    | Prostituta              |
| 1970 | Barão Olavo, o Horrível | Ritinha                 |
| 1971 | Cordélia, Cordélia      | Cordélia                |
| 1972 | As deusas               | Ângela                  |
| 1972 | Elas                    |                         |
| 1973 | O Último Êxtase         | Mulher mais Velha       |
| 1973 | Um Intruso no Paraíso   | Betty                   |
| 1974 | O Anjo da Noite         | Rachel                  |
| 1974 | Aquelas mulheres        | (inacabado)             |
| 1975 | Lição de Amor           | Fraulein                |
| 1975 | O Desejo                | Eleonora                |
| 1976 | Aleluia, Gretchen       | Rose Marie              |
| 1977 | Paixão e Sombras        | Lena                    |
| 1979 | Os Amantes da Chuva     |                         |
| 1981 | Eros, o Deus do Amor    | Eleonora                |
| 1983 | Janete                  | Iolanda                 |
| 1984 | Tensão no Rio           | Viúva de Escosteguy     |
| 1985 | Patriamada              | Esposa de Rocha Queiroz |

## Teatro
- 1963 - Onde Canta o Sabiá
- 1964 - A Noite do Iguana
- 1964 - Toda Donzela Tem um Pai que É uma Fera
- 1965 - Quem Tem Medo de Virgínia Woolf?
- 1968 - Dois na Gangorra (Prêmio Molière de melhor atriz)
- 1969 - Hamlet
- 1970 - O Balcão
- 1972 - Quanto Mais Louco Melhor
- 1974 - Entre Quatro Paredes
- 1975 - Roda Cor de Roda
- 1977 - Esperando Godot
- 1978 - Quem Tem Medo de Virgínia Woolf?
- 1979 - Caixa das Sombras (Prêmio Governador do Estado e Prêmio APCA de melhor atriz)
- 1980 - Patética

## Prêmios e indicações
| Ano  | Prêmio                                   | Categoria                | Nomeações                        | Resultado |
| ---- | ---------------------------------------- | ------------------------ | -------------------------------- | --------- |
| 1953 | Prêmio Negrinho do Pastoreiro            | Revelação do Ano         | À Margem da Vida                 | Venceu    |
| 1961 | Festival do Estudante de Paschoal Carlos | Melhor Atriz             | A Bilha Quebrada                 | Venceu    |
| 1967 | Prêmio Saci                              | Melhor Atriz Coadjuvante | Quem Tem Medo de Virgínia Woolf? | Venceu    |
| 1968 | Prêmio Molière de Teatro                 | Melhor Atriz             | Dois na Gangorra                 | Venceu    |
| 1974 | Prêmio Mérito dos Diários Associados     | Melhor Atriz Coadjuvante | O Anjo da Noite                  | Venceu    |
| 1975 | Prêmio Coruja de Ouro de Cinema          | Melhor Atriz             | O Desejo                         | Venceu    |
| 1975 | Prêmio Adicional de Qualidade            | Melhor Atriz             | O Desejo                         | Venceu    |
| 1976 | Festival de Cinema de Gramado            | Melhor Atriz             | Lição de Amor                    | Venceu    |
| 1976 | Prêmio Coruja de Ouro de Cinema          | Melhor Atriz             | Lição de Amor                    | Venceu    |
| 1976 | Prêmio Governador do Estado              | Melhor Atriz em Filme    | Lição de Amor                    | Venceu    |
| 1979 | Troféu APCA                              | Melhor Atriz em Teatro   | Caixa das Sombras                | Venceu    |
| 1979 | Prêmio Governador do Estado              | Melhor Atriz             | Caixa das Sombras                | Venceu    |
| 1982 | Troféu Imprensa                          | Melhor Atriz             | Baila Comigo                     | Indicado  |
| 1982 | Prêmio APCA de Televisão                 | Melhor Atriz             | Baila Comigo                     | Venceu    |